# Вилчелуца
Вилчелуца (рум. Vâlceluța) — село у повіті Хунедоара в Румунії. Входить до складу комуни Бретя-Ромине.
Село розташоване на відстані 275 км на північний захід від Бухареста, 25 км на південний схід від Деви, 129 км на південь від Клуж-Напоки, 142 км на схід від Тімішоари.

## Населення
За даними перепису населення 2002 року у селі проживали 36 осіб, усі — румуни. Усі жителі села рідною мовою назвали румунську.